# Peder Oxe til Asserbo
Peder Oxe (død efter 1440) var dansk rigsråd.
Han er det første kendte medlem af Oxe-slægten i Danmark og nævnes første gang 1408. Han ejede formentlig allerede Asserbo på dette tidspunkt.
I 1420 var han rigsråd og senest fra 1422 til sin død høvedsmand på Søborg, i 1425 og 1436 på Krogen (det senere Kronborg) og desuden senest fra 1435 på Helsingborg Slot. Fra disse slotte drev han under stridigheder med Hansestæderne kaperi mod disses handelsskibe. I 1436 var han leder af en styrke, som sendtes mod et svensk oprør mod unionen. Han standsede oprørslederen Engelbrecht Engelbrechtsson ved Rønneåen. 
I juli 1440 opgav han sine slotte Krogen og Helsingborg til kong Christoffer. Snart efter synes han at være død. 
Hans enke, Mette Johansdatter Godov, levede endnu 1465. Han var far til Jørgen Oxe og Johan Oxe til Tordsø.